# William Wirt Watkins
William Wirt Watkins (* 1. April 1826 in Jefferson County, Tennessee; † 15. Januar 1898 in Harrison, Boone County, Arkansas) war ein amerikanischer Politiker aus dem 19. Jahrhundert.
Watkins war mehrere Male, von 1856 bis 1860, dann nach dem Krieg 1866 und schließlich noch einmal 1878, im Senat von Arkansas tätig. Darüber hinaus vertrat er seinen Heimatstaat Arkansas 1861 beim Sezessionskonvent sowie später beim Provisorischen Konföderiertenkongress.
Watkins verstarb in Harrison und wurde später auf dem Freeling-Watkins Cemetery in Bellefonte, Arkansas beigesetzt.